# 青木一咸
青木 一咸（あおき かずひろ）は、江戸時代後期の大名。摂津国麻田藩の第13代藩主。官位は従五位下・甲斐守。

## 略歴
文政11年（1828年）、豊前国中津藩の第5代藩主・奥平昌高の十二男として誕生した。
嘉永2年（1849年）10月2日、先代藩主の一興が嗣子なく死去したため、末期養子となって跡を継いだ。同年12月16日、従五位下・甲斐守に叙任する。
安政3年（1856年）8月20日、29歳で死去した。跡を第11代藩主・青木重龍（隠居ながら存命であった）の五男で一興の甥の重義が継いだ。

## 系譜
- 父：奥平昌高（1781年 - 1855年）
- 母：不詳
- 養父：青木一興（1822年 - 1849年）
- 正室：鋠 - 戸田光庸の養女、戸田光行娘
- 生母不明の子女
  - 男子
- 養子
  - 男子：青木重義（1853年 - 1884年） - 青木重龍五男